# Saxifraga terektensis
Saxifraga terektensis är en stenbräckeväxtart som beskrevs av Aleksandr Andrejevitj Bunge. Saxifraga terektensis ingår i Bräckesläktet som ingår i familjen stenbräckeväxter. Inga underarter finns listade i Catalogue of Life.